# Tricyclea decora
Tricyclea decora är en tvåvingeart som beskrevs av Seguy 1933. Tricyclea decora ingår i släktet Tricyclea och familjen spyflugor. Inga underarter finns listade i Catalogue of Life.